# David Linarès
David Linarès (Lons-le-Saunier, 5 ottobre 1975) è un allenatore di calcio ed ex calciatore francese, di ruolo centrocampista.

## Palmarès

### Giocatore

#### Competizioni nazionali
- Campionato francese: 1

Olympique Lione: 2001-2002
- Coppa di Lega francese: 1

Olympique Lione: 2000-2001

#### Competizioni internazionali
- Coppa Intertoto UEFA: 1

Olympique Lione: 1997